# تامر فرج
تامر فرج ممثل مصري  من مواليد القاهرة 12 سبتمبر 1975. بدأ التمثيل من خلال مسرح الجامعة، وحصل على المركز الأول على مستوى جامعة حلوان في التمثيل.
بدأت مسيرته الفنية من خلال البرنامج الكوميدي «دربكة» الذي كان يقدمه النجم «أحمد حلمي» على شاشة التليفزيون المصري الذي أشرفت عليه الإعلامية الكبيرة «سناء منصور» وأخرجه «سامح عبد العزيز».
عمل مرشدًا سياحيًا للسائحين الأجانب في بداية حياته. من خلال ملاحظات بعض السائحين نصحوه بالاتجاه إلى تقديم «الاستاند أب كوميدي». اتجه لدراسة (الاستاند أب كوميدي) في فرنسا. قدم عروضًا بعدة لغات منها العربية والإنجليزية والفرنسية. تعاون مع رواد هذا الفن مثل «أكرم حسني» و«علي قنديل» و«جورج عزمي». حصل أثناء عمله كمرشد سياحي على دبلومة ودراسات حرة في السيناريو والإخراج.
شارك في كتابة مجموعة من البرامج مثل برنامج «أسعد الله مساءكم» لشخصية (أبوحفيظة) التي جسدها الفنان «أكرم حسني»، بالإضافة إلى تمثيله في عدة اسكتشات بنفس البرنامج. حقق في برنامج «الليلة مع هاني» نجاحًا كبيرًا. كما شارك في العديد من الأعمال الفنية أشهرها مسلسل «أبو العروسة».

## أهم أعماله

### مسلسلات
| - سوشيال:2022-علي الجندي - وجوه:2022-حكاية وش تالت - قواعد الطلاق ال 45 :2021->2022–بهاء - حب عمري:2020-وسيم - شاهد عيان:2020-عادل - نمرة اتنين:2020- - ونسني:2020-مباشر | - الآنسة فرح :2019->2022-ماجد الألفي - قمر هادي:2019-فيليب - أبو العروسة ج2:2018-أيمن - أرض النفاق:2018-الشاعر هشام - طلعت روحي:2018-مستر بكير الحلواني - لعنة كارما:2018- - أبو العروسة:2017-أيمن | - ريّح المدام:2017-فكري الشاعر ح21، - هذا المساء:2017-ماجد - يوميات زوجة مفروسة أوي ج3:2017-شريف القط ح8 - سرايا عابدين ج1 (ج1، 2):2014، 205- - فيفا أطاطا:2014-شاعر قريش - مسيو رمضان مبروك أبو العلمين حمودة:2011- - كافيه تشينو:2008- |

### أفلام
- حسن طيارة:2008-

### برامج
- أسعد الله مساءكم من جديد ج1، ج3:2014، 2015-
- خطوات الشيطان 2:2014-المزور
- دربكة:1998-

### تأليف
- ونسني - 2020 - مسلسل - ورشة الكتابة
- سطوح عم صلاح - 2017 - برنامج - كتابة
- شاش في قطن - 2017 - مسلسل - قصة ومعالجة درامية
- تياترو مصر الموسم الرابع - 2016 - مسرحية - مؤلف
- أعزائي المشاهدين مفيش مشكلة خالص - 2015 - برنامج - head writer
- يوميات زوجة مفروسة أوي ج1، ج3، ج4 - 2015، 2017، 2018 - سيناريو وحوار وكتابة حلقات
- أسعد الله مساءكم من جديد - 2014 - برنامج

## وصلات خارجية
- تامر فرج على موقع IMDb (الإنجليزية)
- تامر فرج على موقع الدهليز
- تامر فرج على موقع قاعدة بيانات الأفلام العربية
- تامر فرج موقع على الدهليز
- تامر فرج على موقع كاروهات